# Jan Pietersz Graeff
Jan Pietersz Graeff (Amsterdam, ? – aldaar, 1553) was een Amsterdamse regent en lakenhandelaar uit de 16e eeuw.

## Leven en werk
Jan Pietersz Graeff was de zoon van Pieter Graeff, de oudst bekende vertegenwoordiger van het geslacht De Graeff. Zijn moeder was Griet Pietersdr Berents.
Jan Pietersz Graeff trouwde met Stein Braseman en kreeg met haar vijf zonen die hun kindertijd overleefden:
- Pieter Jansz Graeff (overleed voor 1547), huwde met Maria Jacobsdr Dobbens
- Lenaert Jansz de Graeff (omstreeks 1530/35 - vóór 1578)
- Diederik Jansz Graeff (1532-1589), Amsterdams burgemeester
- Cornelis Pieter Jansz Graeff, hij bleef ongehuwd
- Jacob Jansz Graeff (overleed na 1580), hij huwde met Geertge Claes Coppensdr van Ouder Amstel.

Graeff woonde in een huis aan het Damrak, Huis De Keyser genaamd, dat nog eeuwenlang in bezit was van zijn nageslacht. Zijn zonen Lenaert, Diederik en Jacob dreven een ijzerhandel in het huis genaamd De Keyzershoed voor Huis de Keyser in de Niezel, waar later de Keizerskroon uithing. Daar dreef hij een lakenhandel, en in 1539 was hij waardijn van de Amsterdamse lakenhandelaars. Graeff handelde ook in Antwerpen, de toenmalige stapelplaats van Engels laken. In 1542 werd hij vroedschapslid en in 1543 werd hij tot schepen benoemd.
Joost van den Vondel noemde Graeff in zijn vers Aen den hooghedelen heer Pieter de Graef, vryheer van Zuitpolsbroek, op den oorsprongk van het geslagt der graven "den braven". Verder herdacht Vondel hem in zijn Mengeldicht.